# Søllerød Kirke
Søllerød Kirke i Søllerød Sogn, er en del af Rudersdal Kommune; før kommunalreformen Søllerød Kommune. Kirken, der er bygget omkring 1175. ligger på toppen af Søllerød Bakke ned til Søllerød Sø. Tårnet er bygget i munkesten ca. 1450
Vest for kirken findes Søllerød Kirkegård.

## Eksterne kilder og henvisninger
- Wikimedia Commons har flere filer relateret til Søllerød Kirke
- Søllerød Kirke hos KortTilKirken.dk
- Søllerød Kirke hos danmarkskirker.natmus.dk (Danmarks Kirker, Nationalmuseet)